# Sigue siendo rocanrol
Sigue siendo rocanrol es el primer álbum del grupo uruguayo de rock, La Tabaré Riverock Banda, lanzado en 1988 a través del sello Orfeo en formato LP.  

## Grabación
La grabación del disco se realizó en los estudios La Batuta, entre el 22 de junio y el 9 de agosto con un total de 100 horas de grabación (80 horas ofrecidas por el sello, más 20 horas que el estudio les obsequió para terminar de grabarlo y mezclarlo), con horarios de grabación aleatorios entre los espacios libres que había en el estudio, incluso de madrugada.
Las canciones que conforman el disco venían siendo interpretadas desde hacía un par de años en los recitales de La Tabaré, pero una semana antes de entrar en el estudio y por distintas razones, Riki Musso y Javier Silvera, músicos fundacionales de la banda, no participarían del proyecto más que como invitados.
El tema "Hotel a go-go", fue grabado en noviembre de 1985, en el mismo estudio.

## La demora
La salida del disco se esperaba para la primavera de ese año, pero se editó recién a principios de diciembre. Al revisarlo, se descubre un grave error de imprenta en los créditos de la contraportada, por lo que se pide que el disco no salga a la venta hasta que se solucione ese error, por lo que se frena su edición y queda en stand by.
Sin ningún aviso previo, el disco vuelve a ponerse a la venta en marzo del año siguiente sin que se corrigiera el error y en un momento en el cual el gran boom del rock uruguayo de los ’80 se desvanecía rápidamente.

## Presentación
El disco no fue presentado oficialmente. Cuando salió a la venta, el público ya conocía el repertorio y a la salida del mismo algunas canciones ya eran menos interpretadas en vivo y en cambio presentaban otras que aparecerían en el disco siguiente o en el CD de rarezas "Archivoteca", editado en 2004.

## Reediciones
El disco se agotó y fue reeditado sucesivas veces también en casete, luego por el sello EMI y más tarde por el sello Bizarro Records, que lo lanzó en formato CD el 21 de diciembre de 1995, incluyendo como yapa (o bonus track), cinco canciones inéditas grabadas en 1981, por el grupo acústico-eléctrico Euterpe, el cual además de Rivero, estaba integrado por Rudy Mentario, Luis Trochón, Daniel Maggiolo y Ana Solari.
La carátula de la primera edición del CD difiere de la del LP original, ya que en esta oportunidad se utiliza para la misma, una foto de la época de Euterpe.
En mayo del 2012, el sello Bizarro Records vuelve a reeditar este CD, ahora con la carátula original (la misma del LP) con la foto sacada por Marcelo Isaurraldede cuidada edición, con librillos con letras y fotos.
El 15 y 16 de junio del mismo año en la Sala Zitarrosa, se hacen las presentaciones de estos discos reeditados, tocando íntegramente las canciones de cada uno de ellos.

## Lista de canciones
Todos  los temas pertenecen en letra y música a Tabaré J. Rivero, excepto los indicados.
| Lado 1 |                                                      |          |  |
| N.º    | Título                                               | Duración |  |
| 1.     | «Temporada estival»                                  | 3:00     |  |
| 2.     | «El tacho de la basura»                              | 3:01     |  |
| 3.     | «Sana sana rock»                                     | 1:21     |  |
| 4.     | «Neurosis en mi casa»                                | 2:24     |  |
| 5.     | «No me dejes perderte»                               | 2:59     |  |
| 6.     | «¿Cuál es el peor lugar de tu cuerpo?» (Frank Zappa) | 1:11     |  |
| 7.     | «A telón cerrado»                                    | 3:17     |  |
| 8.     | «Bichicomes»                                         | 1:16     |  |

| Lado 2 |                                                        |          |  |
| N.º    | Título                                                 | Duración |  |
| 1.     | «Zona de combate»                                      | 2:15     |  |
| 2.     | «Hotel a go-go»                                        | 3:56     |  |
| 3.     | «Poema del descensor»                                  | 0:45     |  |
| 4.     | «MonTELEvideo me mata»                                 | 1:57     |  |
| 5.     | «Psicoanálisis»                                        | 2:54     |  |
| 6.     | «Sinopsis: Sigue siendo rocanrol»                      | 0:22     |  |
| 7.     | «Tus zapatos»                                          | 1:28     |  |
| 8.     | «Patada en el bajo beat»                               | 2:20     |  |
| 9.     | «Mujeres de Honky Tonk» (Mick Jagger - Keith Richards) | 3:51     |  |

| YAPA (BONUS TRACK, para la edición en CD): Euterpe (grabado en el verano de 1981 - ’82). Duración: 20:41 (Presentadas las cinco canciones en un solo track) |                           |          |  |
| N.º | Título                    | Duración |  |
| 1. | «Los matartistas»         |          |  |
| 2. | «Blues de mí»             |          |  |
| 3. | «Entre siestas»           |          |  |
| 4. | «Nuestra nocturnata»      |          |  |
| 5. | «Buenas noches mala vida» |          |  |

## Músicos
- Tabaré J. Rivero: voz
- Andrea Davidovics: voz
- Rudy Mentario: bajo, guitarra acústica y coros
- Gustavo Ogara: guitarra eléctrica
- Álvaro Pintos: batería

## Músicos Invitados
- Renzo Teflón: voz en "Tus zapatos"
- Gabriel Peluffo: voz en "Tus zapatos"
- Riki Musso: bajo
- Javier Silvera: guitarra
- Andy Adler: guitarra
- Fabián Pietrafesa: Saxo tenor y clarinete
- Santiago Batto: coros

## Ficha técnica
- Técnicos de grabación: Paco Grillo, Jorge Galemire, Hugo Jasa, Darío Riberio y Luis Restuccia
- Mezcla y Producción Artística: Paco Grillo y La Tabaré Riverock Banda
- Producción: Alfonso Carbone para el sello Orfeo
- Foto: Marcelo Isaurralde
- Diseño gráfico de la edición en CD (1995) Sofía Bategazzore
- Coordinación de producción en reedición 2012: Andrés Sanabria y Rocío Alberti